# Dusty Coleman
Pour les articles homonymes, voir Coleman.
Dustin Michael Coleman (né le 20 avril 1987 à Sioux Falls, Dakota du Sud, États-Unis) est un joueur d'arrêt-court des Royals de Kansas City de la Ligue majeure de baseball.

## Carrière
Joueur des Shockers de l'université d'État de Wichita, Dusty Coleman est repêché au 28e tour de sélection par les Athletics d'Oakland en 2008. Il joue dans les ligues mineures avec des clubs affiliés des Athletics de 2008 à 2014, mais rate toute la saison 2010 en raison d'une blessure au poignet qui requiert de multiples interventions chirurgicales pour réparer son os scaphoïde. Après la saison 2014, il signe un contrat avec les Royals de Kansas City, qui l'assignent aux mineures pour commencer l'année 2015.
Dans les mineures, l'arrêt-court est la position de ce joueur de champ intérieur, mais il est aussi à l'aise au deuxième but et au troisième but.
C'est à l'âge de 28 ans que Dusty Coleman fait ses débuts dans le baseball majeur. Il joue son premier match le 3 juillet 2015 avec les Royals de Kansas City lorsqu'il est employé comme coureur suppléant face aux Twins du Minnesota.